# Malise II, conte di Strathearn
Malise II, conte di Strathearn, in gaelico scozzese Maol Íosa (... – Regno di Francia, 1271), è stato un nobile scozzese.

## Biografie
Era figlio primogenito di Robert, conte di Strathearn, mentre l'identità della madre è sconosciuta. La sua prima menzione certa in vita è del 1244, quando compare in un documento coevo già in carica come conte di Strathearn, e poco più tardi partecipò alle sessioni del Parlamento scozzese dell'inverno 1244-1245.
Partecipò all'incoronazione di Alessandro III di Scozia nel 1249, e divenne un sostenitore del reggente Alan Durward, che seguì anche nel suo esilio nel regno d'Inghilterra. Durante il soggiorno inglese si fece particolarmente vicino a Enrico III d'Inghilterra, e nel 1259 ottenne dal sovrano un salvacondotto per recarsi all'estero.
Per lungo tempo fu amico delle autorità ecclesiastiche scozzesi, prediligendo soprattutto l'abbazia di Inchaffray, che finanziò con numerose donazioni. Spesso in viaggio nel regno di Francia, vi morì durante un soggiorno nel 1271; le sue spoglie furono riportate in Scozia e inumate nella cattedrale di Dunblane.

## Discendenza
Malise si sposò varie volte nel corso della propria vita. Il primo matrimonio avvenne all'incirca nel 1243 con Marjory de Muchamp, un'ereditiera scozzese, e da lei ebbe due figlie:
- Muriel (1244-1291), moglie di Guglielmo di Mar;
- Mary (circa 1248-1316), moglie di Nicholas de Graham.

La prima moglie morì poco dopo aver partorito la seconda figlia, e nel giro di breve tempo Malise si risposò con Matilda, figlia del conte Gilbert delle Orcadi. I due ebbero almeno due figli:
- Malise (1257-1312), successore del padre;
- Robert, testimone di alcuni atti del fratello.

La maternità dell'ultima figlia femmina Cecilia è incerta, anche se generalmente è ritenuta frutto del suo secondo matrimonio. La sua seconda unione durò pochi anni, perché già nel 1261 risultava sposato con una tale Emma, della quale è ignota l'ascendenza, e alla quale rimase unito almeno fino al 1267. Nel 1268 infine si sposò l'ultima volta, contraendo matrimonio con l'ex-regina di Man Maria de Ergadia, che rimase presto sua vedova. Pare che gli ultimi due matrimoni non produssero figli.